# California Cup Rugby
Le California Cup Rugby est une compétition annuelle de rugby à XV mettant aux prises 6 équipes représentatives de la côte Ouest des États-Unis.

## Histoire
Six équipes de Californie ont annoncé la création d'une nouvelle compétition nationale d'élite qui a débuté en décembre 2016 et qui s'est terminée en janvier 2017, intercalée entre le PRO Rugby et l'Americas Rugby Championship. La California Cup s'est disputée durant cinq week-ends et une grande finale a eu lieu sur les installations du San Francisco Golden Gate au Ray Sheeran Field (en) dans la ville de San Francisco le 21 janvier 2017.

## Liste des équipes en compétition
La compétition oppose pour la saison 2017 les six équipes suivantes :
| Club                      | Fondé | Stade                             | Ville         |
| ------------------------- | ----- | --------------------------------- | ------------- |
| Belmont Shore             | 1964  | Cal Tate Long Beach               | Long Beach    |
| Life West Gladiators      | 2013  | -                                 | Hayward       |
| Olympic Club Rugby        | 1908  | Gaelic Athletic Association Field | San Francisco |
| OMBAC                     | 1954  | Qualcomm Stadium                  | San Diego     |
| San Francisco Golden Gate | 1988  | Ray Sheeran Field                 | San Francisco |
| San Diego Old Aztecs      | 1978  | Robb Athletic Field               | San Diego     |

## Palmarès
| Saison | Vainqueur | Score   | Finaliste            |
| ------ | --------- | ------- | -------------------- |
| 2017   | OMBAC     | 26 - 22 | Life West Gladiators |

## Saison 2017

### Tableau final

#### Finale
| 21 janvier 2017 | OMBAC | 26 - 22 | Life West Gladiators |  |  |
|                 |       |         |                      |  |  |

#### 3eplace
| 21 janvier 2017 | San Francisco Golden Gate | 20 - 18 | Belmont Shore |  |  |
|                 |                           |         |               |  |  |

#### 5eplace
| 21 janvier 2017 | Olympic Club Rugby | 50 - 14 | San Diego Old Aztecs |  |  |
|                 |                    |         |                      |  |  |